# Labdarúgás az 1952. évi nyári olimpiai játékokon
A helsinki olimpián vett részt a legnagyobb mezőny az olimpiai férfi labdarúgás történetében. Eredetileg huszonhét náció nevezett a tornára, azonban Mexikó és Saar-vidék a selejtezők kisorsolása után visszalépett, ezáltal összesen huszonöt nemzet kétszázkilencvennégy versenyzője szállt harcba az aranyéremért. A torna a mai szokásoknak megfelelően már a hivatalos nyitóünnepség előtt megkezdődött a selejtezőkörrel, ennek köszönhetően ez volt a leghosszabb ideig tartó versenyszám ezen az olimpián. Az első mérkőzéseket július 15-én rendezték, a döntő pedig augusztus 2-án volt.
Ezen a tornán érte el a magyar Aranycsapat történetének legnagyobb sikerét; megnyerte a versenyt, elindítva ezzel a magyar csapat sikersorozatát az olimpiákon ebben a versenyszámban.

## Éremtáblázat
(Magyarország eltérő háttérszínnel, az egyes számoszlopok legmagasabb értéke, vagy értékei vastagítással kiemelve.)
| Az 1952. évi nyári olimpiai játékok éremtáblázata labdarúgásban | Az 1952. évi nyári olimpiai játékok éremtáblázata labdarúgásban | Az 1952. évi nyári olimpiai játékok éremtáblázata labdarúgásban | Az 1952. évi nyári olimpiai játékok éremtáblázata labdarúgásban | Az 1952. évi nyári olimpiai játékok éremtáblázata labdarúgásban | Olimpia  |
| --------------------------------------------------------------- | --------------------------------------------------------------- | --------------------------------------------------------------- | --------------------------------------------------------------- | --------------------------------------------------------------- | -------- |
|                                                                 | Ország                                                          | Arany                                                           | Ezüst                                                           | Bronz                                                           | Összesen |
| 1.                                                              | Magyarország (HUN)                                              | 1                                                               | 0                                                               | 0                                                               | 1        |
| 2.                                                              | Jugoszlávia (YUG)                                               | 0                                                               | 1                                                               | 0                                                               | 1        |
| 3.                                                              | Svédország (SWE)                                                | 0                                                               | 0                                                               | 1                                                               | 1        |
|                                                                 |                                                                 |                                                                 |                                                                 |                                                                 |          |
| Összesen                                                        | Összesen                                                        | 1                                                               | 1                                                               | 1                                                               | 3        |

## Érmesek
| Az 1952. évi nyári olimpiai játékok érmesei férfi labdarúgásban | Az 1952. évi nyári olimpiai játékok érmesei férfi labdarúgásban | Az 1952. évi nyári olimpiai játékok érmesei férfi labdarúgásban | Az 1952. évi nyári olimpiai játékok érmesei férfi labdarúgásban |
| --- | --- | --- | --------------------------------------------------------------- |
| Arany | Ezüst | Bronz |                                                                 |
| Magyarország (HUN) | Jugoszlávia (YUG) | Svédország (SWE) |                                                                 |
| Bozsik József Budai II László Buzánszky Jenő Czibor Zoltán Csordás Lajos Dalnoki Jenő Grosics Gyula Hidegkuti Nándor Kocsis Sándor Kovács Imre Lantos Mihály Lóránt Gyula Palotás Péter Puskás Ferenc Zakariás JózsefSzövetségi kapitány: Sebes Gusztáv | Vladimir Beara Stjepan Bobek Vujadin Boškov Zlatko Čajkovski Tomislav Crnković Ivica Horvat Rajko Mitić Tihomir Ognjanov Branislav Stanković Bernard Vukas Branko Zebec | Olle Åhlund Sylve Boris Bengtsson Yngve Brodd Bengt Gustavsson Holger Valdemar Hansson Egon Jönsson Gösta Lennart Lindh Gösta Löfgren Erik Nilsson Ingvar Rydell Lennart Samuelsson Gösta Oskar Leonard Sandberg Kalle Svensson Tore Svensson |                                                                 |

## Játékvezetők
A labdarúgó tornán 14 játékvezető és 14 partbíró kapott feladatot. A legtöbb mérkőzést Arthur Ellis (5) és Wolf Karni (4) vezette. Partbíróként Folke Nyberg (6), Erich Steiner (5) és Szotírisz Aszprojérakasz (4) végzett szolgálatot. Mérkőzésvezetés mellett Johan Aksel Alho 4 találkozóra kapott partbírói küldést. Az európai játékvezetőkön kívül Észak-Amerikából John Best játékvezető, valamint Ázsiából Kim Dokcshon partbíró kapott meghívást.
| Ázsiai partbírója - Kim Dokcshon Észak-Amerika játékvezetője - John Best Európa játékvezetői - Nyikolaj Gavrilovics Latisev - Johan Aksel Alho - Wolf Karni - Arthur Ellis - William Ling - Zsolt István - Vincenzo Orlandini - Giorgio Bernardi - Karel van der Meer - Carl Jørgensen - John Nilsson - Folke Bålstad - Marijan Matančić | Európa partbírói - Nyesztor Joszifovics Cshatarasvili - Szotírisz Aszprojérakasz - Yrjö Kaivola - Folke Nyberg - Vainio Niemi - Orjo Pättiniemi - Toivo Alkio - Édouard Harzic - Sten Ahlner - Erich Steiner - Constantin Mitran - Helmut Fink - Franciszek Fronczyk |

## Helyszínek
Ezt a versenyszámot a szokásoknak megfelelően nem csak Helsinkiben rendezték. Finnország öt városának összesen hat stadionjában játszottak mérkőzéseket.
| Város    | Stadion             | Mérkőzések száma |
| -------- | ------------------- | ---------------- |
| Helsinki | Olimpiai stadion    | 5                |
| Helsinki | Pallokenttä stadion | 5                |
| Kotka    | Kotka stadion       | 4                |
| Lahti    | Lahti stadion       | 3                |
| Tampere  | Ratina stadion      | 5                |
| Turku    | Kupittaa stadion    | 4                |

## Részt vevő nemzetek
Az olimpián részt vevő labdarúgó-válogatott játékosok teljes listáját lásd itt: Labdarúgó-válogatottak az 1952. évi nyári olimpiai játékokon

## Mérkőzések

### Selejtezők
A selejtezőkben tizennyolc nemzet mérte össze erejét. A 18 csapatot 9 párba sorolták és egy meccsen dőlt el a továbbjutás. Ha a rendes játékidőben döntetlennel végződött a mérkőzés, következett a hosszabbítás. Az ilyen mérkőzések "(h.u.)" rövidítéssel lettek megjelölve.
7 csapatnak nem kellett selejtezőt játszania, a nyolcaddöntőben kezdte el a versenyt ( Ausztria,  Finnország,  Holland Antillák,  Norvégia,  NSZK,  Svédország és  Törökország).
| 1952. július 15. |

| Románia (ROU) | 1–2               | Magyarország          |
| ------------- | ----------------- | --------------------- |
| Suru 86'      | (0–1) Jegyzőkönyv | Czibor 21' Kocsis 73' |

| Kupittaa stadion, Turku Nézőszám: 14 000 Játékvezető: Nyikolaj Latisev (szovjet) |

| 1952. július 15. |

| Dánia (DEN)             | 2–1               | Görögország       |
| ----------------------- | ----------------- | ----------------- |
| P. Er. Petersen 36' 37' | (2–0) Jegyzőkönyv | Emmanouilides 85' |

| Ratina stadion, Tampere Nézőszám: 7 000 Játékvezető: Wolf Karni (finn) |

| 1952. július 15. |

| Lengyelország (POL)       | 2–1               | Franciaország |
| ------------------------- | ----------------- | ------------- |
| Trampisz 31' Krasówka 49' | (1–1) Jegyzőkönyv | Leblond 30'   |

| Lahti stadion, Lahti Játékvezető: Karel van der Meer (holland) |

| 1952. július 15. |

| Jugoszlávia (YUG)                                                 | 10–1              | India          |
| ----------------------------------------------------------------- | ----------------- | -------------- |
| Vukas 2' 62' Mitić 14' 43' Zebec 17' 23' 60' 87' Ognjanov 52' 67' | (5–0) Jegyzőkönyv | Ahmed Khan 89' |

| Pallokenttä stadion, Helsinki Nézőszám: 20 000 Játékvezető: John Best (amerikai) |

| 1952. július 16. |

| Olaszország (ITA)                                                          | 8–0               | Egyesült Államok |
| -------------------------------------------------------------------------- | ----------------- | ---------------- |
| Gimona 3' 51' 75' Pandolfini 16' 62' Venturi 27' Fontanesi 52' Mariani 87' | (3–0) Jegyzőkönyv |                  |

| Ratina stadion, Tampere Nézőszám: 10 000 Játékvezető: Arthur Ellis (angol) |

| 1952. július 16. |

| Egyiptom (EGY)                              | 5–4               | Chile                       |
| ------------------------------------------- | ----------------- | --------------------------- |
| Elfar 27' Elmeckawi 43' Eldizwi 66' 75' 80' | (2–2) Jegyzőkönyv | I. Jara 7' 78' Vial 14' 88' |

| Kotka stadion, Kotka Játékvezető: John Nilsson (svéd) |

| 1952. július 16. |

| Luxemburg (LUX)                          | 5–3 (h. u.)                 | Nagy-Britannia                  |
| ---------------------------------------- | --------------------------- | ------------------------------- |
| Roller 60' 95' 97' Letsch 91' Gales 102' | (0–1, 1–1, 4–2) Jegyzőkönyv | Robb 12' Slater 101' Lewis 118' |

| Lahti stadion, Lahti Játékvezető: Vincenzo Orlandini (olasz) |

| 1952. július 16. |

| Hollandia (NED) | 1–5               | Brazília                                                        |
| --------------- | ----------------- | --------------------------------------------------------------- |
| van Roessel 15' | (1–3) Jegyzőkönyv | Humberto Tozzi 25' Larry 33' (11-esből) 36' Jansen 81' Vava 86' |

| Kupittaa stadion, Turku Nézőszám: 16 000 Játékvezető: Giorgio Bernardi (olasz) |

| 1952. július 16. |

| Szovjetunió (URS)         | 2–1 (h. u.)                 | Bulgária  |
| ------------------------- | --------------------------- | --------- |
| Bobrov 100' Trofimov 104' | (0–0, 0–0, 2–1) Jegyzőkönyv | Kolev 95' |

| Kotka stadion, Kotka Nézőszám: 10 000 Játékvezető: Zsolt István (magyar) |

### Nyolcaddöntők
A selejtezőkből továbbjutó kilenc csapat mellé csatlakozott a hét erőnyerő nemzeti tizenegy. Ezt a tizenhat csapatot ismét párokba sorsolták, és hasonlóan az előző körhöz, a győztesek jutottak be a legjobb nyolc közé. Ha a rendes játékidőben döntetlennel végződött a mérkőzés, következett a hosszabbítás. Az ilyen mérkőzések "(h.u.)" rövidítéssel lettek megjelölve. Ha a hosszabbítás után is döntetlenállás volt, a mérkőzést újrajátszották egy későbbi időpontban.
| 1952. július 19. |

| Finnország (FIN)            | 3–4               | Ausztria                                          |
| --------------------------- | ----------------- | ------------------------------------------------- |
| Stolpe 11' 34' Rytkönen 36' | (3–2) Jegyzőkönyv | Gollnhuber 8' (11-esből) 30' Stumpf 59' Grohs 79' |

| Olimpiai stadion, Helsinki Nézőszám: 33 053 Játékvezető: William Ling (angol) |

| 1952. július 20. |

| NSZK (FRG)                | 3–1               | Egyiptom    |
| ------------------------- | ----------------- | ----------- |
| Klug 33' Schröder 38' 61' | (2–0) Jegyzőkönyv | Eldizwi 64' |

| Kupittaa stadion, Turku Játékvezető: Giorgio Bernardi (olasz) |

| 1952. július 20. |

| Brazília (BRA)               | 2–1               | Luxemburg |
| ---------------------------- | ----------------- | --------- |
| Larry 42' Humberto Tozzi 49' | (1–0) Jegyzőkönyv | Gales 86' |

| Kotka stadion, Kotka Játékvezető: Maryan Macancic (jugoszláv) |

| 1952. július 20. |

| Jugoszlávia (YUG)                              | 5–5 (h. u.)                 | Szovjetunió                                |
| ---------------------------------------------- | --------------------------- | ------------------------------------------ |
| Mitić 29' Ognjanov 33' Zebec 44' 59' Bobek 46' | (3–0, 5–5, 5–5) Jegyzőkönyv | Bobrov 53' 77' 87' Trofimov 75' Petrov 89' |

| Ratina stadion, Tampere Nézőszám: 17 000 Játékvezető: Arthur Ellis (angol) |

| 1952. július 21. |

| Magyarország (HUN)         | 3–0               | Olaszország |
| -------------------------- | ----------------- | ----------- |
| Palotás 11' 20' Kocsis 83' | (2–0) Jegyzőkönyv |             |

| Pallokenttä stadion, Helsinki Nézőszám: 20 000 Játékvezető: Karel van der Meer (holland) |

| 1952. július 21. |

| Törökország (TUR)             | 2–1               | Holland Antillák |
| ----------------------------- | ----------------- | ---------------- |
| Tokaç 9' Bilge 76' (11-esből) | (1–0) Jegyzőkönyv | Briezen 79'      |

| Lahti stadion, Lahti Játékvezető: Carl Jørgensen (dán) |

| 1952. július 21. |

| Svédország (SWE)                       | 4–1               | Norvégia     |
| -------------------------------------- | ----------------- | ------------ |
| Brodd 23' 35' Rydell 81' Bengtsson 89' | (2–0) Jegyzőkönyv | Sörensen 83' |

| Ratina stadion, Tampere Nézőszám: 4 200 Játékvezető: Johan Aksel Alho (finn) |

| 1952. július 21. |

| Dánia (DEN)             | 2–0               | Lengyelország |
| ----------------------- | ----------------- | ------------- |
| Seebach 17' Nielsen 69' | (1–0) Jegyzőkönyv |               |

| Kupittaa stadion, Turku Nézőszám: 8 000 Játékvezető: Finn Balstad (norvég) |

#### Újrajátszott mérkőzés
| 1952. július 22. |

| Jugoszlávia (YUG)                            | 3–1               | Szovjetunió |
| -------------------------------------------- | ----------------- | ----------- |
| Mitić 19' Bobek 29' (11-esből) Čajkovski 54' | (2–1) Jegyzőkönyv | Bobrov 6'   |

| Ratina stadion, Tampere Nézőszám: 17 000 Játékvezető: Arthur Ellis (angol) |

### Negyeddöntők
A továbbjutó nyolc csapatot ismét párokba sorsolták, és hasonlóan az előző körökhöz, a győztesek továbbjutottak az elődöntőkbe. Ha a rendes játékidőben döntetlennel végződött a mérkőzés, következett a hosszabbítás. Az ilyen mérkőzések "(h.u.)" rövidítéssel lettek megjelölve.
| 1952. július 23. |

| Svédország (SWE)                  | 3–1               | Ausztria  |
| --------------------------------- | ----------------- | --------- |
| Sandberg 80' Brodd 85' Rydell 87' | (0–1) Jegyzőkönyv | Grohs 40' |

| Pallokenttä stadion, Helsinki Nézőszám: 10 000 Játékvezető: Vincenzo Orlandini (olasz) |

| 1952. július 24. |

| Magyarország (HUN)                                              | 7–1               | Törökország |
| --------------------------------------------------------------- | ----------------- | ----------- |
| Palotás 18' Kocsis 32' 90' Lantos 48' Puskás 54' 72' Bozsik 70' | (2–0) Jegyzőkönyv | Güder 57'   |

| Kotka stadion, Kotka Nézőszám: 20 000 Játékvezető: Wolf Karni (finn) |

| 1952. július 24. |

| NSZK (FRG)                             | 4–2 (h. u.)                 | Brazília             |
| -------------------------------------- | --------------------------- | -------------------- |
| Schröder 75' 96' Klug 89' Zeitler 120' | (0–1, 2–2, 3–2) Jegyzőkönyv | Larry 12' Zozimo 74' |

| Pallokenttä stadion, Helsinki Játékvezető: Arthur Ellis (angol) |

| 1952. július 25. |

| Jugoszlávia (YUG)                                        | 5–3               | Dánia                                     |
| -------------------------------------------------------- | ----------------- | ----------------------------------------- |
| Čajkovski 19' Ognjanov 35' Vukas 41' Bobek 78' Zebec 81' | (3–0) Jegyzőkönyv | Lundberg 63' Seebach 85' J. P. Hansen 87' |

| Pallokenttä stadion, Helsinki Nézőszám: 10 000 Játékvezető: Wolf Karni (finn) |

### Elődöntők
A továbbjutó négy csapatot ismét párokba sorsolták. A győztesek bejutottak a döntőbe, a vesztesek pedig megmérkőztek a bronzéremért.
| 1952. július 28. |

| Magyarország (HUN)                                                   | 6–0               | Svédország |
| -------------------------------------------------------------------- | ----------------- | ---------- |
| Puskás 1' Palotás 16' Lindh 36' (öngól) Kocsis 65' 69' Hidegkuti 67' | (3–0) Jegyzőkönyv |            |

| Olimpiai stadion, Helsinki Nézőszám: 22 000 Játékvezető: William Ling (angol) |

| 1952. július 29. |

| Jugoszlávia (YUG)          | 3–1               | NSZK            |
| -------------------------- | ----------------- | --------------- |
| Mitić 3' 24' Čajkovski 30' | (3–1) Jegyzőkönyv | Stollenwerk 12' |

| Olimpiai stadion, Helsinki Nézőszám: 20 000 Játékvezető: Wolf Karni (finn) |

### Bronzmérkőzés
| 1952. augusztus 1. |

| Svédország (SWE)       | 2–0               | NSZK |
| ---------------------- | ----------------- | ---- |
| Rydell 11' Löfgren 86' | (1–0) Jegyzőkönyv |      |

| Olimpiai stadion, Helsinki Nézőszám: 20 000 Játékvezető: Vincenzo Orlandini (olasz) |

### Döntő
| 1952. augusztus 2. |

| Jugoszlávia (YUG) | 0–2               | Magyarország          |
| ----------------- | ----------------- | --------------------- |
|                   | (0–0) Jegyzőkönyv | Puskás 70' Czibor 88' |

| Olimpiai stadion, Helsinki Nézőszám: 60 000 Játékvezető: Arthur Ellis (angol) |

| Az 1952. évi nyári olimpiai játékok férfi labdarúgótornájának olimpiai bajnoka |
| · MAGYARORSZÁG · 1. cím                                                        |
| ------------------------------------------------------------------------------ |

### Végeredmény
Kizárólag az első négy helyezett sorrendje számít hivatalosnak, ugyanis csak ezekért a pozíciókért játszottak helyosztókat. A további sorrend meghatározásához az alábbiak lettek figyelembe véve:
- hanyadik körig jutott az adott csapat (negyeddöntő, nyolcaddöntő, selejtezőkör)
- az adott körben a vele együtt kieső csapatokkal összevetve sorrendben a több pont, majd a jobb gólátlag rangsorolt (a pont és a gólátlag számítását lásd a táblázat alatt)

| Helyezés | Csapat                 | M            | Gy           | D            | V            | G+           | G–           | Gk           | P            |              |
| -------- | ---------------------- | ------------ | ------------ | ------------ | ------------ | ------------ | ------------ | ------------ | ------------ | ------------ |
| Arany    | Magyarország (HUN)     | 5            | 5            | 0            | 0            | 20           | 2            | +18          | 10           |              |
| Ezüst    | Jugoszlávia (YUG)      | 6            | 4            | 1            | 1            | 26           | 13           | +13          | 9            |              |
| Bronz    | Svédország (SWE)       | 4            | 3            | 0            | 1            | 9            | 8            | +1           | 6            |              |
| 4.       | NSZK (FRG)             | 4            | 2            | 0            | 2            | 8            | 8            | 0            | 4            |              |
| 5.       | Brazília (BRA)         | 3            | 2            | 0            | 1            | 9            | 6            | +3           | 4            |              |
| 6.       | Dánia (DEN)            | 3            | 2            | 0            | 1            | 7            | 6            | +1           | 4            |              |
| 7.       | Ausztria (AUT)         | 2            | 1            | 0            | 1            | 5            | 6            | -1           | 2            |              |
| 8.       | Törökország (TUR)      | 2            | 1            | 0            | 1            | 3            | 8            | -5           | 2            |              |
| 9.       | Szovjetunió (URS)      | 3            | 1            | 1            | 1            | 8            | 9            | -1           | 3            |              |
| 10.      | Olaszország (ITA)      | 2            | 1            | 0            | 1            | 8            | 3            | +5           | 2            |              |
| 11.      | Luxemburg (LUX)        | 2            | 1            | 0            | 1            | 6            | 5            | +1           | 2            |              |
| 12.      | Egyiptom (EGY)         | 2            | 1            | 0            | 1            | 6            | 7            | -1           | 2            |              |
| 13.      | Lengyelország (POL)    | 2            | 1            | 0            | 1            | 2            | 3            | -1           | 2            |              |
| 14.      | Finnország (FIN)       | 1            | 0            | 0            | 1            | 3            | 4            | -1           | 0            |              |
| 15.      | Holland Antillák (AHO) | 1            | 0            | 0            | 1            | 1            | 2            | -1           | 0            |              |
| 16.      | Norvégia (NOR)         | 1            | 0            | 0            | 1            | 1            | 4            | -3           | 0            |              |
| 17.      | Chile (CHI)            | 1            | 0            | 0            | 1            | 4            | 5            | -1           | 0            |              |
| 18.      | Nagy-Britannia (GBR)   | 1            | 0            | 0            | 1            | 3            | 5            | -2           | 0            |              |
| 19.      | Bulgária (BUL)         | 1            | 0            | 0            | 1            | 1            | 2            | -1           | 0            |              |
| 19.      | Franciaország (FRA)    | 1            | 0            | 0            | 1            | 1            | 2            | -1           | 0            |              |
| 19.      | Görögország (GRE)      | 1            | 0            | 0            | 1            | 1            | 2            | -1           | 0            |              |
| 19.      | Románia (ROU)          | 1            | 0            | 0            | 1            | 1            | 2            | -1           | 0            |              |
| 23.      | Hollandia (NED)        | 1            | 0            | 0            | 1            | 1            | 5            | -4           | 0            |              |
| 24.      | India (IND)            | 1            | 0            | 0            | 1            | 1            | 10           | -9           | 0            |              |
| 25.      | Egyesült Államok (USA) | 1            | 0            | 0            | 1            | 0            | 8            | -8           | 0            |              |
| -        | Mexikó (MEX)           | visszalépett | visszalépett | visszalépett | visszalépett | visszalépett | visszalépett | visszalépett | visszalépett | visszalépett |
| -        | Saar-vidék (SAA)       | visszalépett | visszalépett | visszalépett | visszalépett | visszalépett | visszalépett | visszalépett | visszalépett | visszalépett |

## Góllövőlista
A tornán összesen százharmincöt gól született, ami a huszonhat mérkőzésre leosztva 5,19-es gólátlagot jelent.

A legtöbb gólt Jugoszlávia nemzeti válogatottja lőtte, szám szerint huszonhatot. Ezeken összesen hat játékos osztozott.

A húsz magyar gólt összesen hét játékos rúgta.

Az USA válogatottja egyedüliként nem tudott gólt szerezni a tornán.
A góllövőlista élén a jugoszláv Branko Zebec végzett hét góllal. Őt hat góllal holtversenyben követte Kocsis Sándor és a szintén jugoszláv Rajko Mitić.
| Gólok száma | Nemzet             | Név (nevek)                                                                     |
| ----------- | ------------------ | ------------------------------------------------------------------------------- |
| 7           | Jugoszlávia        | Branko Zebec                                                                    |
| 6           | Jugoszlávia        | Rajko Mitić                                                                     |
| 6           | Magyarország       | Kocsis Sándor                                                                   |
| 5           | Szovjetunió        | Vszevolod Bobrov                                                                |
| 4           | Brazília           | Larry Pinto de Faria                                                            |
| 4           | Egyiptom           | Elsayed E. M. Eldizwi                                                           |
| 4           | Jugoszlávia        | Tihomir Ognjanov                                                                |
| 4           | Magyarország       | Palotás Péter, Puskás Ferenc                                                    |
| 4           | NSZK               | Willi Schröder                                                                  |
| 3           | Jugoszlávia        | Stjepan Bobek, Zlatko Čajkovski, Bernard Vukas                                  |
| 3           | Luxemburg          | Joseph Roller                                                                   |
| 3           | Olaszország        | Aredio Gimona                                                                   |
| 3           | Svédország         | Yngve Brodd, Gustav Ingvar Rydell                                               |
| 2           | Ausztria           | Otto Gollnhuber, Herbert Grohs                                                  |
| 2           | Brazília           | Humberto Barbosa Tozzi                                                          |
| 2           | Chile              | Irenio Jara Constanzo, Julio Vial Blanco                                        |
| 2           | Dánia              | Poul Erik Petersen, Holger Seebach                                              |
| 2           | Finnország         | Olof Ossian Hugo Stolpe                                                         |
| 2           | Luxemburg          | Julien Gales                                                                    |
| 2           | Magyarország       | Czibor Zoltán                                                                   |
| 2           | NSZK               | Karl Klug                                                                       |
| 2           | Olaszország        | Egisto Pandolfini                                                               |
| 2           | Szovjetunió        | Vaszilij Trofimov                                                               |
| 1           | Ausztria           | Erich Stumpf                                                                    |
| 1           | Brazília           | Jansen José Moreira, Vava, Zozimo Alves Calazans                                |
| 1           | Bulgária           | Ivan Petkoff Koleff                                                             |
| 1           | Dánia              | Jens Peder Hansen, Knuo Lundberg, Svend Nielsen                                 |
| 1           | Egyiptom           | Kamal Ahmed H. Elfar, Ahmed Mohamed Elmeckawi                                   |
| 1           | Finnország         | Taavi Aulis Rytkönen                                                            |
| 1           | Franciaország      | Michel Laurent Leblond                                                          |
| 1           | Görögország        | Paul Emmanouilides                                                              |
| 1           | Antigua és Barbuda | Jan Briezen                                                                     |
| 1           | Hollandia          | Joannes Cornelis Christianus van Roessel                                        |
| 1           | India              | Mohamed Ahmed Khan                                                              |
| 1           | Lengyelország      | Jerzy Krasówka, Kazimierz Trampisz                                              |
| 1           | Luxemburg          | Léon Letsch                                                                     |
| 1           | Magyarország       | Bozsik József, Hidegkuti Nándor, Lantos Mihály                                  |
| 1           | Nagy-Britannia     | James Leonard Lewis, George Robb, William John Slater                           |
| 1           | NSZK               | Georg Stollenwerk, Johann Zeitler                                               |
| 1           | Norvégia           | Odd Wang Sörensen                                                               |
| 1           | Olaszország        | Alberto Fontanesi, Amos Mariani, Arcadio Venturi                                |
| 1           | Románia            | Ion Suru                                                                        |
| 1           | Svédország         | Sylve Boris Bengtsson, Karl Gösta Herbert Löfgren, Gösta Oskar Leonard Sandberg |
| 1           | Szovjetunió        | Alekszandr Petrov                                                               |
| 1           | Törökország        | Ercüment Güder, Muzaffer Tokaç, Tekin Bilge                                     |

### Öngólszerzők
| Gólok száma | Nemzet     | Név (nevek)         |
| ----------- | ---------- | ------------------- |
| 1           | Svédország | Gösta Lennart Lindh |